# Nathaniël Will
Nathaniël Will (Lelystad, 16 febbraio 1989) è un calciatore olandese, difensore del Lelystad.

## Carriera
Ha giocato in Eredivisie con il N.E.C.